# 北田陽一郎
北田 陽一郎（きただ よういちろう・1969年2月3日 - ）は東京都出身の作曲家、編曲家、音楽プロデューサー。東京都立新宿高等学校卒業。法政大学経営学部経営学科中退。伯母は女優の南田洋子。「K-MASERA」名義で活動している。

## 略歴
東京都港区出身。プロフェッショナルミュージックスクールアムバックスにて穂口雄右に師事。同校およびエイベックスアーティストアカデミーの講師経験を持つ。
現在は特定非営利活動法人ミュージックプランツの代表を務める

## 主要作品
- 2002年a-nationオープニングアクトサウンドプロデュース
- beatmania IIDX 13 DistorteD 収録曲「EURO-ROMANCE」
- 葉月ゆら「金魚恋想歌」収録曲「MOON」
- Yura Hatsuki wired by K-MASERA　アルバム「Lunna * Musique」
- 「太鼓の達人」収録曲（編曲）
  - アーケード版
    - 「LOVE戦!!」
    - 「地平線のエオリア」
    - 「マーブルハート」
    - 「The Magician’s Dream」

  - Wii 超ごうか版
    - 「おばけのお仕事」

  - WII Uば〜じょん
    - 「ロボットロケンロー☆」
    - 「うさぎのしっぽ」）
- ニンテンドー3DS用ソフト「太鼓の達人〜ちびドラゴンと不思議なオーブ」収録曲「Sweet Sweet Magic」（編曲）
- PlayStation Portable用ソフト「太鼓の達人ぽ〜たぶるDX」ダウンロード配信曲「久遠の夜」（編曲）
- K-MASERA&Tatsh feat.古川未鈴「ホログラム・ロマンス 」

## 生徒育成実績
- Tatsh（フリー／元コナミBeatmaniaIIDXシリーズサウンドプロデューサー）
- 田中直（SUPALOVE所属）
- 江上浩太郎（SUPALOVE所属）
- 日比野裕史（tearbridge production所属）
- 須田悦弘
- 八重樫勇一（SUPALOVE所属）
- 矢吹香那（スマイルカンパニー所属）
- NYO（音楽制作／東方アレンジサークル Silver Forest代表）
- 渡辺翔（スマイルカンパニー所属）
- ZENTA